# Памятник Вере Мухиной
Па́мятник Ве́ре Му́хиной — памятник скульптору Вере Мухиной. Установлен возле её мастерской в Пречистенском переулке. Открытие состоялось в 1989 году, к столетию со дня рождения художницы. Авторами проекта являлись скульптор Михаил Аникушин и архитектор Сергей Хаджибаронов.
Статуя выполнена из бронзы и изображает женщину средних лет. Фигура показана по колено, голова приподнята и повёрнута влево, лицо спокойное и серьёзное. Скульптура помещена на пьедестал из красного гранита с памятной надписью: «Вере Игнатьевне Мухиной».